# D.C.toEF ラジオ
『D.C.toEF ラジオ』（ディーシートゥーイーエフラジオ）は、ランティスウェブラジオ、音泉にて配信された『D.C.II 〜ダ・カーポII〜』『エターナルファンタジー』関連のインターネットラジオ番組。で配信されていた『D.C.II 〜ダ・カーポII〜 風見学園放送部』の終了に伴い、同番組を引き継ぐような形で始まった。アニスタ.TVでも同時配信されていたが2008年5月5日配信分(第32回)をもってアニスタでの配信は中途終了した。

## 番組概要
- 配信期間：2007年10月1日 - 2009年4月27日
- 配信サイト（配信日）：音泉（月曜日）
- 提供：ブシロード、ラムズ、タブリエ・コミュニケーションズ、CIRCUS
- パーソナリティ：ひなき藍・きのみ聖・立花あや

## 番組テーマ曲

### オープニングテーマ
- 瀬名 『Cross Road』（#25 - ）

### エンディングテーマ
- 瀬名 『Eternal Fantasy 〜愛は世界に遍く花のように〜』
- 瀬名 『愛の詩』
- yozuca* 『ダ・カーポII 〜あさきゆめみし君と〜』（#1）
- 遊女 『夏影ラピスラズリ』（#2）
- 瀬名 『暁の祈り』（#4・#54）
- 瀬名 『Cross Road』（#83）

## 番組コーナー
ふつうのおたより
おしえてtororo団長
初音島から
エタファンミニシアター
D.C.toEFラジオEX
- 『憩いの庭園（ラフィナクル）でひとやすみ』（アルシェ）
- 『マイラカーサと一緒』（ファルテ）
- 『ロコモコのティールーム』（ロコモコ）

べ、別にメールが来たからやるんじゃないんだからね!
サーカス情報局! 出張版
『VC大戦』完全レポート!

### 終了したコーナー
エタファンアカデミー
エタファン紳士録
作ろう! グラディオ版私立風見学園
- 『作ろう! グラディオ版風見学園生徒会』
- 『作ろう! グラディオ版風見学園クラブ活動』
- 『作ろう! グラディオ版風見学園スペシャル講義』
- 『作ろう! グラディオ版風見学園のお昼事情』

妄想炸裂! 夢の『エターナルファンタジー』新展開!
「私抜きでの青春、禁止♪」

## ゲスト
| 配信回 | ゲスト出演者                                    | 備考 |
| ------ | ----------------------------------------------- | ---- |
| 第9回  | 鳴海（原画）                                    |      |
| 第10回 | 瀬名                                            |      |
| 第13回 | 広報らまマン（くま坂らま男）                    |      |
| 第21回 | 佐藤ひろ美、矢田みこ                            |      |
| 第25回 | 瀬名                                            |      |
| 第36回 | 大洲五郎（ゲームディレクター）                  |      |
| 第41回 | 雨野智晴（ゲームディレクター/シナリオライター） |      |
| 第42回 | 椎名るぅ                                        |      |
| 第43回 | 桜ちとせ                                        |      |
| 第44回 | 佐伯ほたる                                      |      |
| 第59回 | かゆらゆか（原画）                              |      |
| 第63回 | 小倉結衣                                        |      |
| 第65回 | たけうちこうた（シナリオライター）              |      |
| 第66回 | ノゾミ（Little Nonのボーカル)                   |      |

## CD
- ラジオCD「D.C.toEF RADIO」Vol.1（2008年9月26日発売）
- ラジオCD「D.C.toEF RADIO」Vol.2（2008年9月26日発売）
- ラジオCD「D.C.toEF RADIO」Vol.3（2009年1月30日発売）
- ラジオCD「D.C.toEF RADIO」Vol.4（2009年1月30日発売）
- ラジオCD「D.C.toEF RADIO」Vol.5（2009年5月29日発売）
※ 立花あや、遠野そよぎ、まきいづみがパーソナリティの特別編「雪月花ラジオ」収録。
- ラジオCD「D.C.toEF RADIO」Vol.6（2009年5月29日発売）

| スタブアイコン | サブスタブ | この項目は、まだ閲覧者の調べものの参照としては役立たない、ラジオ番組に関連した書きかけの項目です。この項目を加筆・訂正などしてくださる協力者を求めています（P:ラジオ/PJ:放送番組）。 |